# Alpine (condado de Mendocino)
Alpine es un área no incorporada ubicada en el condado de Mendocino en el estado estadounidense de California.

## Geografía
Alpine se encuentra ubicada en las coordenadas 39°26′11″N 123°35′0″O / 39.43639, -123.58333.